# Шенорхис душистый
Шенорхис душистый (лат. Schoenorchis fragrans) — вид многолетних трявянистых растений семейства Орхидные, или Ятрышниковые (Orchidaceae).
Вид не имеет устоявшегося русского названия, в русскоязычных источниках чаще используется научное название Schoenorchis fragrans.
Английское название — The Fragrant Schoenorchis.

## Синонимы
По данным Королевских ботанических садов в Кью:
- Saccolabium fragrans C.S.P.Parish & Rchb.f., 1874
- Gastrochilus fragrans (C.S.P.Parish & Rchb.f.) Kuntze, 1891

## Биологическое описание
Миниатюрное моноподиальное растение.

Корни относительно толстые, покрыты веламеном.

Ствол короткий, ветвящийся, скрыт основаниями листьев.

Листья эллиптические, мясистые, суккулентные, тёмно-зелёные, жёсткие.

Цветонос короткий, многоцветковый.

Цветки ароматные, до 1 см в диаметре.

## Распространение, экологические особенности
Ассам в Индии, Мьянма, Таиланд, провинция Юньнань в Китае.
Эпифит в лесах на высотах от 500 до 1000 метров над уровнем моря.
Охраняемый вид. Входит в Приложение II Конвенции CITES. Цель Конвенции состоит в том, чтобы гарантировать, что международная торговля дикими животными и растениями не создаёт угрозы их выживанию.

## В культуре
Температурная группа — тёплая.
Schoenorchis fragrans лучше растёт на блоке из коры сосны или пробкового дуба.
Полив регулярный. Субстрат после полива должен полностью просыхать. Для полива лучше использовать воду прошедшую очистку методом обратного осмоса.

Относительная влажность воздуха 60-80 %.
Требования к свету аналогичны Каттлеям.
В период активной вегетации подкормки комплексным удобрением для орхидей в минимальной концентрации 1-3 раза в месяц.
Цветение летом.